# Srecko Albini
Srecko Albini   (Županja, 10 de desembre de 1869 - Zagreb, 18 d'abril de 1933) va ser un compositor, director d'orquestra i editor musical. Va ser conegut principalment per les seves operetes, algunes de les quals van ser adaptades a l'anglès i interpretades a Londres i Nova York.

## Vida i carrera
Albini va néixer a Županja. Es va formar en música a Viena i a Graz, però per voluntat de la seva família també es va graduar en una universitat de negocis. El seu primer compromís com a director d'orquestra va ser als teatres municipals de Graz on va treballar de 1893 a 1895. Després es va convertir en director de direcció del Teatre Nacional Croàcia de Zagreb on va romandre durant els vuit anys següents i va compondre la seva primera obra escènica, les tres. -actuació Maričon. Amb l'objectiu d'un llibret de Milan Smrekar (1856-1918), tenia un tema nacionalista i incorpora música i danses tradicionals croates tradicionals. Maričon es va estrenar al Teatre Nacional de Croàcia el 1901 i va rebre una crítica molt favorableMor Musik.
La companyia d'òpera resident del "National Theatre" va suspendre les seves activitats entre 1903 i 1909, i Albini es va traslladar a Viena on va continuar component i dirigint. Va tornar al Teatre Nacional el 1909, exercint allà com a director d'escena i director d'escena fins al 1919. Tot i això, havia cessat les seves activitats com a compositor després de 1909. Albini va passar a ser editor musical i també va fundar i va dirigir el croat. Centre de drets d'autor. Va morir a Zagreb als 63 anys.

## Obra
Segons el musicòleg croat Ivan Zivanović, la música d'Albini va combinar "una invenció melòdica exuberant i un hàbil sentit del drama [que] va transcendir les limitacions musicals i dramàtiques característiques de les operetes del seu temps". Les operetes d'Albini inclouen:
- Der Nabob, opereta en 3 actes, llibret de Leopold Krenn; estrenada al Carltheater, Viena, 1905
- Madame Troubadour, opereta de vaudeville en 3 actes, llibret de Béla Jenbach i Robert Pohl; estrenada al Teatre Nacional de Croàcia, Zagreb, 1907 [a]
- Baró Trenck, opereta còmica en 3 actes, llibret d'Alfred Maria Willner i Robert Bodanzky; estrenada a l'Altes Stadttheater, Leipzig, 1908 [b]
- Die Barfußtänzerin, opereta en 2 actes, llibret de Béla Jenbach; estrenada a l'Altes Stadttheater, Leipzig, 1909 [c]
- Die kleine Baronesse, opereta en un acte, llibret de Robert Bodanzky; estrenada al Apollo-Theatre [de], Viena, 1909